# Тукулан (приток Алдана)
Тукула́н (также Тукулаан) — река в Томпонском районе и Усть-Алданском улусе Якутии, правый приток Алдана. Длина реки — 191 км. Площадь водосборного бассейна — 2880 км².
Река берёт начало в юго-западной части Верхоянского хребта на высоте более 995 м над уровнем моря. Течёт преимущественно на юго-запад. В верховьях пересекает Сордогинский хребет, затем, выйдя на равнину, русло разделяется на рукава и течение замедляется, там Тукулан протекает по лесотундре с преобладанием лиственницы. В среднем и нижнем течении встречаются многочисленные осерёдки. Берега участками заболочены. Впадает в Алдан тремя рукавами по правому берегу на отметке менее 83 м над уровнем моря, выше впадения Байбакана, в 148 км от устья Алдана. Ширина перед устьем — 50 м при глубине 1,3 м; скорость течения в низовьях составляет 1,5 м/с. Населённые пункты на реке отсутствуют. Pамерзает с середины октября до середины мая.

## Основные притоки
Указаны притоки длиной 30 км и более
| Название      | Расстояние от устья | Длина | Положение |
| ------------- | ------------------- | ----- | --------- |
| Темирдях      | 85                  | 48    | правый    |
| Туора-Тукулан | 146                 | 48    | правый    |

## Данные водного реестра
По данным государственного водного реестра России и геоинформационной системы водохозяйственного районирования территории РФ, подготовленной Федеральным агентством водных ресурсов:
- Бассейновый округ — Ленский
- Речной бассейн — Лена
- Речной подбассейн — Алдан
- Водохозяйственный участок — Алдан от впадения реки Амга до устья
- Код водного объекта — 18030600912117300057604